# タンビン区
座標: 北緯10度47分38.8秒 東経106度39分15.9秒 / 北緯10.794111度 東経106.654417度
タンビン区（タンビンく、ベトナム語：Quận Tân Bình / 郡新平）は、ベトナム・ホーチミン市の区の1つ。タンソンニャット国際空港はこの区内にある。かつては市で最も面積の広い区であったが、その後ビンタン区、タンフー区が分離新設された。

## 行政区画
タンビン区は第1坊から第15坊までの15の坊（Phường）を管轄している。